# Карвальо, Аттила де
А́ттила де Карва́льо (порт.-браз. Áttila de Carvalho; 16 декабря 1910, Рио-де-Жанейро — неизвестно), в некоторых источника Атила (порт.-браз. Átila) — бразильский футболист, нападающий.

## Карьера
Карвальо начал карьеру в клубе «Америка», где он дебютировал в 1928 году. Оттуда он перешёл в «Ботафого», дебютировав 3 сентября 1933 года в матче с «Конфиансой» (1:1). 2 декабря Аттила провёл последний матч за клуб против «Андарая», где забил победный мяч, а всего забил за клуб 10 голов в 21 матче.
После чемпионата мира Аттила решил остаться в Италии и, по некоторым сведениям, выступал за «Падову», однако эти данные противоречат итальянским источникам, утверждающим, что Аттила никогда не играл за этот клуб. В 1937 Карвальо уехал обратно в Бразилию и закончил карьеру в «Ботафого».
Участник чемпионата мира 1934 года, но на поле не выходил, всего провел 9 матчей за сборную Бразилии и забил 7 голов.

## Достижения
- Чемпион Федерального округа (1891—1960) (3): 1931, 1933, 1934